# Erasto Mpemba
Erasto Bartholomeo Mpemba (Tanzânia, 1950) é um guarda-florestal aposentado que, enquanto era estudante do ensino secundário, notou que, sob certas condições, um copo de água quente congela mais rapidamente que um copo de água fria, fenômeno conhecido como Efeito Mpemba. O fenômeno também já foi notado por Aristóteles.
Ele descobriu o fenômeno em 1963, com apenas 13 anos, durante seus estudos na Escola Secundária Magamba, enquanto preparava sorvete. Quando o professor Denis Osborne, da Universidade de Dar es Salaam, viu o experimento de Mpemba, ficou intrigaddo e decidiu fazer as próprias observações, até que em 1969, ambos publicaram juntos um artigo sobre o fenômeno, batizado de Efeito Mpemba em homenagem ao estudante.
Mais tarde, Mpemba conseguiu um cargo importante no Ministério de Recursos Naturais e Turismo da Tanzânia e membro do grupo de trabalho da Comissão de Florestas e Vida Selvagem da África sobre o manejo da vida selvage, até 2002. Ele se encontra aposentado.